# Deltophora
Deltophora is een geslacht van vlinders van de familie tastermotten (Gelechiidae).

## Soorten
- D. angulella Sattler, 1979
- D. beatrix Sattler, 1979
- D. caymana Sattler, 1979
- D. distinctella Sattler, 1979
- D. diversella Sattler, 1979
- D. duplicata Sattler, 1979
- D. fasciella Sattler, 1979
- D. flavocincta Sattler, 1979
- D. fuscomaculata Park, 1988
- D. gielisia Hull, 1995
- D. glandiferella (Zeller, 1873)
- D. korbi (Caradja, 1920)
- D. lenceella Sattler, 1979
- D. maculata (Staudinger, 1879)
- D. minuta Sattler, 1979
- D. pauperella Sattler, 1979
- D. peltosema sensu Janse, 1950
- D. sella (Chambers, 1874)
- D. stictella (Rebel, 1927)
- D. suffusella Sattler, 1979
- D. typica Sattler, 1979